# クーセグ包囲戦
クーセグ包囲戦（クーセグほういせん、ハンガリー語:Kőszeg ostroma、ドイツ語:Belagerung von Kőszeg）もしくはギュンス包囲戦（トルコ語: Güns Kuşatması）は、1532年8月5日から8月30日にかけて、ハプスブルク帝国・ハンガリー王国のクーゼグ をオスマン帝国軍が攻囲した戦い。クロアチア人貴族ニコラ・ユリシチ（ハンガリー語: Miklós JurisicsJurisics Miklós　ユリシチュ・ミクローシュ）率いる僅か700人から800人の、大砲を持たず銃も少ないクロアチア人防衛隊が、スレイマン1世と大宰相パルガル・イブラヒム・パシャ率いる12万から20万の圧倒的なオスマン帝国軍から城塞を守り抜いた。これによりオスマン軍は2度目のウィーンへの侵攻を阻まれた。
圧倒的な戦力差にもかかわらず、費した末に8月末の雨季に入ったため、スレイマン1世はクーセグ攻略を諦めた。そして当初の目標だったウィーン侵攻を取りやめ、撤退に転じた。
他の城塞をいくつか奪取したことでオスマン帝国はハンガリーにおける優位を保ったが、オスマン軍撤退後にオーストリア大公フェルディナント1世（ハンガリー名フェルディナーンド1世）は荒廃した被占領地を奪い返した。 結果として1533年にコンスタンティノープル条約が結ばれ、両国の争いの焦点だったハンガリー王位をオスマン帝国側のヤーノシュ1世のものとする代わりに、フェルディナーンド1世のハンガリー内征服地における権利が認められた。

## 背景

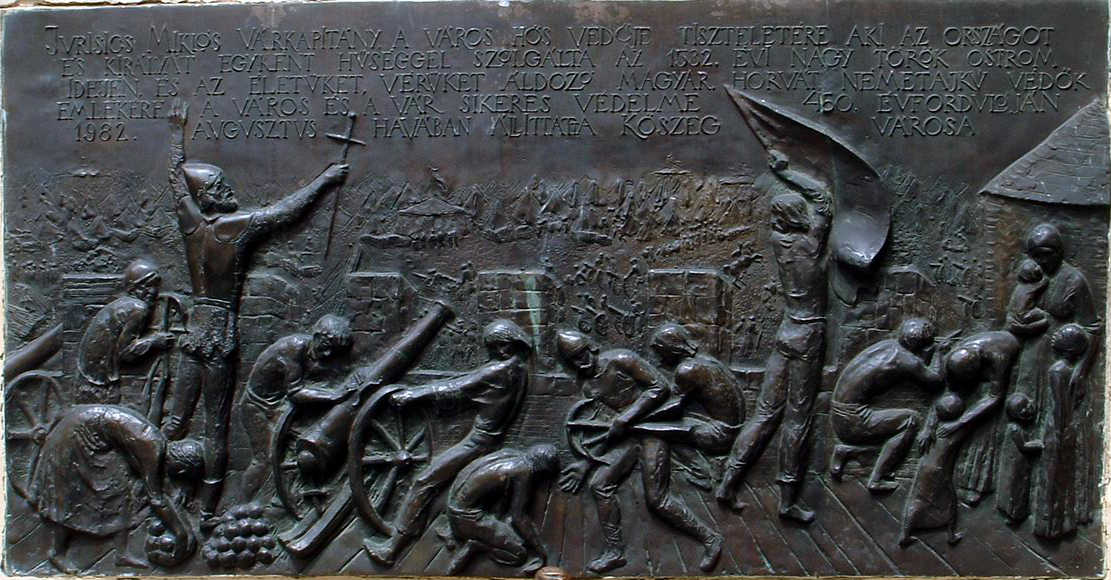
クーセグ包囲戦の記念碑（クーセグ市）

1526年のモハーチの戦いでハンガリー王ラヨシュ2世が敗死し、ハンガリー王家が断絶したことで、ハンガリー王位をめぐる闘争が勃発する。ハンガリー西部およびクロアチアの貴族によって選出された、ラヨシュ2世の妹の夫でハプスブルク家のオーストリア大公フェルディナーンド1世と、ハンガリー中部・西部の貴族やスレイマン1世の支持を得たトランシルヴァニア貴族サポヤイ・ヤーノシュ（ヤーノシュ1世）の二人がハンガリー王を名乗った。フェルディナーンド1世は1527年から1528年にかけてブダなどハンガリー中部をヤーノシュ1世から奪ったが、1529年にスレイマン1世が侵攻してこのフェルディナーンド1世の獲得地をすべて奪い返し、そのまま第一次ウィーン包囲にまで至った。ウィーン奪取はならなかったものの、オスマン帝国軍がヨーロッパの中核地域まで侵攻したことは、キリスト教世界に大きな衝撃を与えた。

## 1532年の遠征
1530年にフェルディナーンド1世がハンガリーでの失地を奪回したのを受けて、スレイマン1世は1532年に12万人の大軍を率いてウィーンに向け出発した。この時、フェルディナーンド1世の側にはキリスト教諸国の連合軍を組織して対抗する時間的余裕が無かった。7月12日にスラヴォニアのオシエク(ドイツ語: Esseg)にいたスレイマン1世がフェルディナーンド1世に送った書簡によると、このスレイマン1世の五度目の遠征はフェルディナーンド1世の兄で神聖ローマ皇帝のカール5世との対決を主目標としており、フェルディナーンド1世は脇の扱いを受けていた。しかしここからドラーヴァ川を越えたオスマン軍は、ウィーンへ向かうルートを離れフェルディナーンド1世の領するハンガリー方面に進路を変え、途上の町や城塞を瞬く間に17つも抜いた。フェルディナーンド1世はハンガリー方面から軍を引き上げ、オーストリアとハンガリーの国境地帯にあるクーセグにはわずか700人の、大砲を持たず銃も少ない防衛隊が残された。
スレイマン1世としてはこの遠征で決定的な勝利を挙げるために、早期にクーセグを陥落させウィーンに迫る必要があった。長期戦になれば、カール5世がドイツ・スペインから大軍を組織し援軍に駆けつけてくる恐れがあったためである。

### 包囲戦

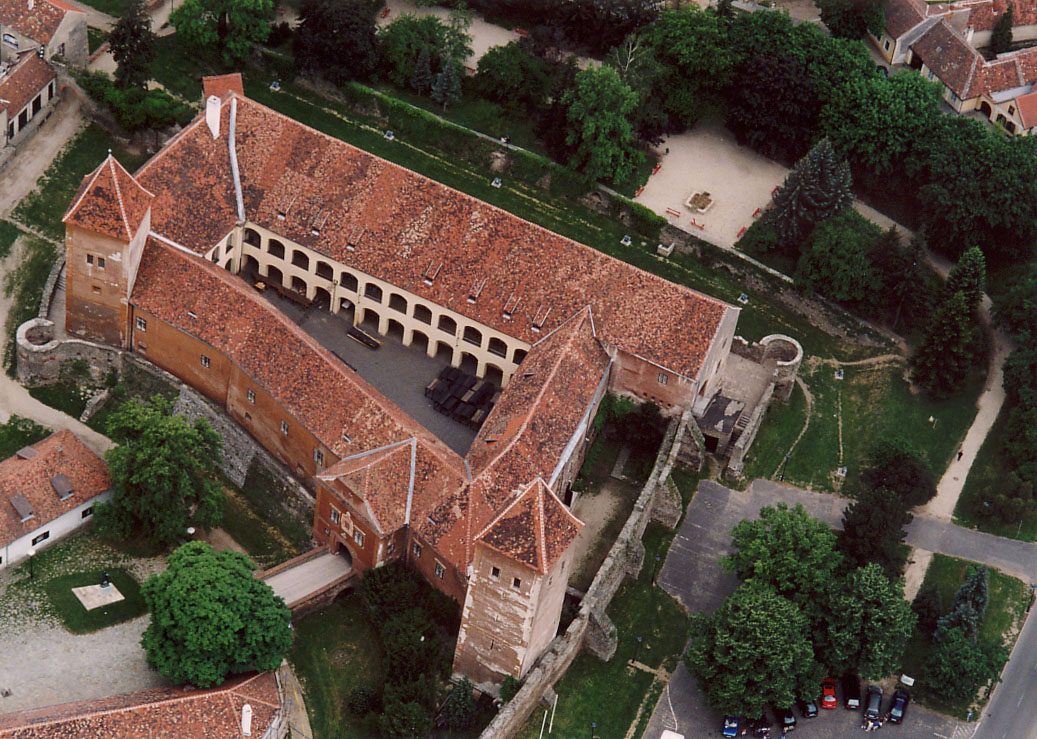
クーセグのユリシチ城

ショプロンの南にある小さな町クーセグは、国境から数マイルしか離れていなかった。この町の防衛はクロアチア人の将軍で外交官だったニコラ・ユリシチが担っていた。クーセグは戦略的な要地とはみなされていなかった 上に、既にここよりも強固に防衛されるべきだった地点がいくつも戦わずに開城していた。大宰相パルガル・イブラヒム・パシャは、クーセグの防備がいかに貧弱か知らなかった。スレイマン1世はいくつかの小要塞を落としたのち、クーセグの包囲を始めていたイブラヒム・パシャと合流した。
オスマン軍はクーセグで頑強な抵抗にあった。スレイマン1世としては、中途半端な数で神聖ローマ帝国軍が救援に来たところで野戦に持ち込み、より決定的な勝利を得ることも望んでいたが、この包囲戦を通じて神聖ローマ帝国軍はレーゲンスブルクにとどまっており、オスマン軍の前に現れることはなかった。オスマン軍は次々に攻撃を仕掛け、砲撃で一部の城壁を破壊したが、城兵は降伏しなかった。イタリアの歴史家パオロ・ジョヴィオによれば、オスマン軍がクーセグを攻めきれなかったのは、神聖ローマ帝国軍との野戦を想定していたオスマン軍が十分な数の大砲を持ってきていなかったためであった。坑道を掘って城内に侵入する試みの多くは、逆に城内から坑道を掘ってきた城兵に見つかって失敗した。 とはいえクーセグ城の設計は対坑道戦術に向いておらず、何度かオスマン軍が城壁を下から火薬で吹き飛ばすのに成功したが、それでも城兵は攻撃を跳ね返し続けた。 ニコラ・ユリシチや700人の農民、それに僅かな兵士たちは、大砲の装備もなしに、25日間の包囲と19回に及んだ総攻撃や執拗な砲撃を耐え抜いた。
包囲戦の結末には2つの説がある。一つでは、ニコラ・ユリシチは提示された好条件の降伏勧告を蹴り、オスマン軍は撤退を余儀なくされた。もう一つは、クーセグ市が名目的な降伏勧告を受け入れたとするものである。城内に入れたのはオスマン帝国旗を掲げたごく一部の部隊だけであり、これらも結局は間を置かず撤退することとなった。
どちらにせよ、8月末の長雨の到来によりスレイマン1世はクーセグ攻略を諦め、当初予定していたウィーン侵攻計画も放棄して撤退を始めた。オスマン軍は実に4週間も足止めを食い、その間にオーストリア側は強力な援軍をウィーンで編成しつつあり、スレイマン1世はこれと衝突するのを嫌がった。当時のイタリアの歴史家パオロ・ジョヴィオによれば、カール5世率いる神聖ローマ帝国軍が9月23日にウィーンに到着したが、これはオスマン軍に追い付くにはあまりに遅い到着だった。クーセグの防衛成功により、オーストリアは1529年に続く2度目のウィーン包囲を免れた。

## 戦後
| ニコラ・ユリシチの像。（左）セニ、クロアチア （右）クーセグ、ハンガリー |  | ニコラ・ユリシチの像。（左）セニ、クロアチア （右）クーセグ、ハンガリー |
| ニコラ・ユリシチの像。（左）セニ、クロアチア （右）クーセグ、ハンガリー |  |                                                                         |

ウィーン侵攻の計画は頓挫したものの、スレイマン1世は他の城塞をいくつか奪うことでハンガリーにおける優位を守った。フェルディナント1世や兄の神聖ローマ皇帝カール5世はオスマン帝国軍との野戦を避けた。オスマン軍が撤退したのち、フェルディナント1世は直ちに荒廃したハンガリーの被征服地を奪い返した。1533年、スレイマン1世とフェルディナント1世はコンスタンティノープル条約を結び停戦した。これでスレイマン1世が後援するサポヤイ・ヤーノシュ（ヤーノシュ1世）が正式にハンガリー王として認められる代わりに、フェルディナントが実効支配している地域が彼の領土として認められた。
この条約の内容はヤーノシュ1世にもフェルディナント1世にも納得できるものではなく、両者の小競り合いが続いた。1540年にヤーノシュ1世が死去すると、スレイマン1世は両者の争いの中心だったハンガリー中部をオスマン帝国に併合した。こうして1529年から1566年にかけてオスマン帝国の領土は西方へ拡大したが、ハプスブルク帝国に対する決定的な勝利を収めることはできず、長いオスマン・ハプスブルク戦争が続くこととなった。